# Quircuque (província)
Quircuque (em árabe: محافظة كركوك; romaniz.: Muhāfaza Kirkuk, em curdo: Kerkûk, em siríaco: ܟܪܟ ܣܠܘܟ; romaniz.: Karẖa Sloẖ) é uma das 19 províncias do Iraque. Tem 10 500 quilômetros quadrados e segundo censo de 2018, havia 1 597 876 habitantes. Sua capital fica em Quircuque.

## População
A população de Quircuque é composta por curdos, árabes e turcomanos. A constituição do país de 2005 estabelece que deve ser realizado referendo para decidir se seus habitantes querem que esta faça parte do Curdistão ou fique sob a administração do governo federal.

## História
Na década de 1970, o antigo regime de Saddam Hussein mudou o nome da província de Quircuque para Tamim, num processo de arabização da região, no qual as fronteiras administrativas também foram alteradas, visando-se o aumento da população árabe. Até 2017, o nome oficial da província ainda permanecia como Tamim, embora boa parte da população local seja curda. Após o Referendo de independência do Curdistão iraquiano em 2017, ataques realizados pelo governo deterioraram sensivelmente a segurança.